# Salinas (Kalifornie)
Salinas je americké město v okrese Monterey v západní Kalifornii u Tichého oceánu. Má rozlohu 52,5 km² a žije v něm přibližně 164 tisíc obyvatel. Velká většina obyvatel (79,6 %) je hispánského původu, což je nejvyšší podíl ze všech měst v Kalifornii. V roce 1902 se zde narodil nositel Nobelovy ceny spisovatel John Steinbeck.

## Partnerská města
- Cebu, Filipíny
- Kušikino, Japonsko
- Guanajuato, Mexiko